# Naissance en 1018
Naissance
- 1014
- 1015
- 1016
- 1017
- 1018
- 1019
- 1020
- 1021
- 1022

Cette page dresse une liste de personnalités nées au cours de l'année 1018 :

## En Europe
- Sophie de Bar, comtesse de Bar et de Mousson.
- Bagrat IV, roi de Géorgie.
- Conrad (en), comte de Walbeck (en) (Walbeck - Allemagne).
- Ermengarde d'Anjou, princesse de la famille des Ingelgeriens.
- Michel Psellos, écrivain et philosophe byzantin.
- Victor II, prélat allemand, 153e pape.
- Hardeknut, roi d'Angleterre et de Danemark.

## En Asie
- 31 août : Jeongjong II, roi de la Corée de la dynastie Goryeo.
- Nizam al-Mulk, vizir des sultans seldjoukides Alp Arslan et Malik Shah Ier.
- Rajadhiraja Chola (en), ou Kōpparakēsarivarman Rājādhiraja Chōla I, empereur indien de la dynastie Chola.
- Rajaraja Narendra, roi des Vengi (en).
- Abul Hasan Hankari (en), mystique musulman.